# منفرقات الذنب
منفرقات الذنب (الاسم العلمي: Dicellurata) هي رتيبة من الحيوانات تتبع الرتبة ثنائيات الذنب من طائفة داخليات الفك.

## التصنيف
- الجيابق
  - الجيبقية
    - الجيبقاوات